# エニセイスク
座標: 北緯58度28分00秒 東経92度08分00秒 / 北緯58.46667度 東経92.13333度

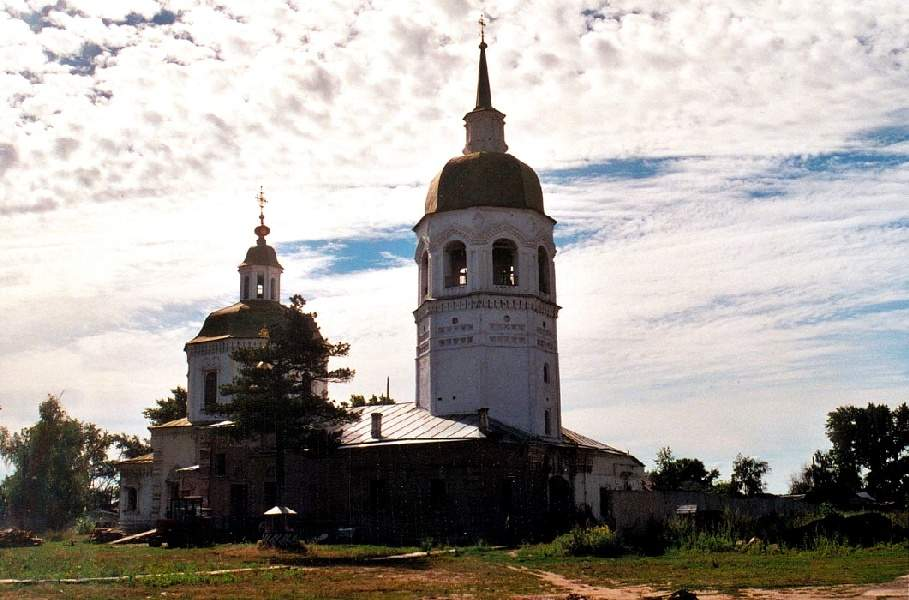
1750年代に建立された救世主顕栄教会（プレオブラジェンスカヤ教会）

エニセイスクの紋章

エニセイスク（Енисейск, Yeniseysk/Eniseisk ）は、ロシア連邦クラスノヤルスク地方の町。人口は1万7537人（2021年）。エニセイ川の河岸に位置する。
エニセイスクは1619年、コサックによりシベリア進出の拠点のひとつとしてエニセイ川沿岸に築かれた。当時は柵に囲まれ外敵の攻撃に備えた町であった。1635年に町となり、17世紀から18世紀にかけては東シベリアへの玄関口としてその植民地化の拠点となったため「シベリアの町々の父」とも呼ばれる。かつてはロシアの金の9割はエニセイスク近辺で採掘されたほか、東シベリアの先住民から集められた毛皮がモスクワに向かう通過点でもあったため、金・毛皮交易で大いに繁栄した。またエニセイスクは17世紀から18世紀にかけてシベリアの宗教の中心ともなったため多くの教会が残り、ロシア連邦政府の世界遺産暫定リストに登録されている。
またヨシフ・スターリン時代には、北方のグラグ（収容所）へ送られる拘留者たちがエニセイスクで船に乗せかえられた。
1月の平均気温はマイナス22度で真冬の気温は－24～－34℃（－12～－30℉）。7月の平均気温は18度で真夏の気温は18～30℃（64～86℉）。